# Harardhere
Harardhere (ou Xarardheere, Harardere, Harardére, Harardera) é uma cidade de Galmudug, um estado auto-declarado autônomo dentro da Somália. Harardhere é a capital da região de Harardhere, região criada por Galmudug e que fazia parte da antiga região somali de Mudug.
- Latitude: 4° 39' 16" Norte
- Longitude: 47° 51' 27" Leste
- Altitude: 210 metros